# Ђанкарло Еспозито
Ђанкарло Ђузепе Алесандро Еспозито (енгл. Giancarlo Giuseppe Alessandro Esposito; 26. априла 1958, Копенхаген, Данска), амерички је филмски и ТВ глумац и продуцент.
Најпознатији је по улози Гаса Фринга у АМЦ криминалистичкој драмској серији Чиста хемија од 2009. до 2011. и њеном преднаставку, серији Боље позовите Сола, од 2017. до 2022. године. За ову улогу добио је телевизијску награду Critics' Choice за најбољег споредног глумца у драмској серији и био је три пута номинован за награду Еми за најбољу споредну улогу у драмској серији.